# Exhalimolobos polyspermus
Exhalimolobos polyspermus là một loài thực vật có hoa trong họ Cải. Loài này được (E.Fourn.) Al-Shehbaz & C.D.Bailey mô tả khoa học đầu tiên năm 2007.